# Oncideres apicalis
Oncideres apicalis är en skalbaggsart som beskrevs av Dillon 1946. Oncideres apicalis ingår i släktet Oncideres och familjen långhorningar. Inga underarter finns listade i Catalogue of Life.